# São João Batista (Moura)
Nota linguística: Com a entrada em vigor do Novo Acordo Ortográfico este topónimo passará a ser grafado São João Batista.
São João Batista é uma antiga freguesia portuguesa do município de Moura, com 93,13 km² de área e 4 075 habitantes (2011). A sua densidade populacional era 43,8 hab/km².

Foi extinta (agregada) pela reorganização administrativa de 2012/2013, sendo o seu território integrado na União de Freguesias de Moura (Santo Agostinho e São João Baptista) e Santo Amador.

## População
| População da freguesia de Moura (São João Baptista) (1864 – 2011) | População da freguesia de Moura (São João Baptista) (1864 – 2011) | População da freguesia de Moura (São João Baptista) (1864 – 2011) | População da freguesia de Moura (São João Baptista) (1864 – 2011) | População da freguesia de Moura (São João Baptista) (1864 – 2011) | População da freguesia de Moura (São João Baptista) (1864 – 2011) | População da freguesia de Moura (São João Baptista) (1864 – 2011) | População da freguesia de Moura (São João Baptista) (1864 – 2011) | População da freguesia de Moura (São João Baptista) (1864 – 2011) | População da freguesia de Moura (São João Baptista) (1864 – 2011) | População da freguesia de Moura (São João Baptista) (1864 – 2011) | População da freguesia de Moura (São João Baptista) (1864 – 2011) | População da freguesia de Moura (São João Baptista) (1864 – 2011) | População da freguesia de Moura (São João Baptista) (1864 – 2011) | População da freguesia de Moura (São João Baptista) (1864 – 2011) |
| ----------------------------------------------------------------- | ----------------------------------------------------------------- | ----------------------------------------------------------------- | ----------------------------------------------------------------- | ----------------------------------------------------------------- | ----------------------------------------------------------------- | ----------------------------------------------------------------- | ----------------------------------------------------------------- | ----------------------------------------------------------------- | ----------------------------------------------------------------- | ----------------------------------------------------------------- | ----------------------------------------------------------------- | ----------------------------------------------------------------- | ----------------------------------------------------------------- | ----------------------------------------------------------------- |
| 1864                                                              | 1878                                                              | 1890                                                              | 1900                                                              | 1911                                                              | 1920                                                              | 1930                                                              | 1940                                                              | 1950                                                              | 1960                                                              | 1970                                                              | 1981                                                              | 1991                                                              | 2001                                                              | 2011                                                              |
| 3 098                                                             | 3 292                                                             | 3 225                                                             | 3 373                                                             | 4 131                                                             | 4 110                                                             | 4 553                                                             | 5 296                                                             | 5 872                                                             | 6 146                                                             | 4 929                                                             | 5 065                                                             | 4 646                                                             | 4 747                                                             | 4 075                                                             |

## Património
- Castro da Azougada
- Igreja de São João Batista ou Igreja Matriz de Moura
- Ponte romana sobre o rio Brenhas
- Castelo de Moura e Convento das freiras Dominicanas
- Igreja e Claustro do Convento do Carmo
- Mouraria de Moura
- Povoado fortificado do Castro dos Ratinhos ou Outeiro dos Castelos